# Richard Herber (Parteifunktionär)
Richard Herber (* 20. Dezember 1911 in Leipzig; † 19. Juni 1968 in Ost-Berlin) war ein deutscher SED-Funktionär. Er war Mitglied des ZK der SED und Leiter des Büros Ulbricht im ZK der SED.

## Leben
Herber, Sohn eines Zimmermanns, besuchte die Volksschule. Von 1926 bis 1929 absolvierte er eine Ausbildung zum Buchdrucker un Buchbinder. 1926 wurde er Mitglied der SAJ, 1929 der SPD. Zwischen 1930 und 1935 verrichtete er Gelegenheitsarbeiten, war jedoch meist arbeitslos. 1931 trat er der KPD bei und wurde Agitprop-Leiter im Leipziger Stadtteil Thekla.
Nach der Machtergreifung der Nationalsozialisten 1933 war Herber im Widerstand aktiv. Er wirkte als Kassierer und Kurier und vertrieb illegale Literatur. 1935/1936 arbeitete er beim Autobahnbau, von 1936 bis 1942 war er als Rundschleifer in Leipzig tätig. 1942 wurde er zum Kriegsdienst bei der Wehrmacht eingezogen. Von Mai bis August 1945 war Herber in amerikanischer Kriegsgefangenschaft.
1945/1946 war er Mitarbeiter der Justizorgane in Leipzig, unter anderem Verwaltungs-Obersekretär im Gefängnis Meusdorf. Ab 1947 war er als Lehrer, dann als Schulleiter an der Kreisparteischule in Hartmannsdorf tätig. 1948/1949 besuchte er die Parteihochschule „Karl Marx“ und war anschließend Hauptreferent der Abteilung Parteischulung, später Abteilung Propaganda des Zentralsekretariats bzw. Zentralkomitees der SED.

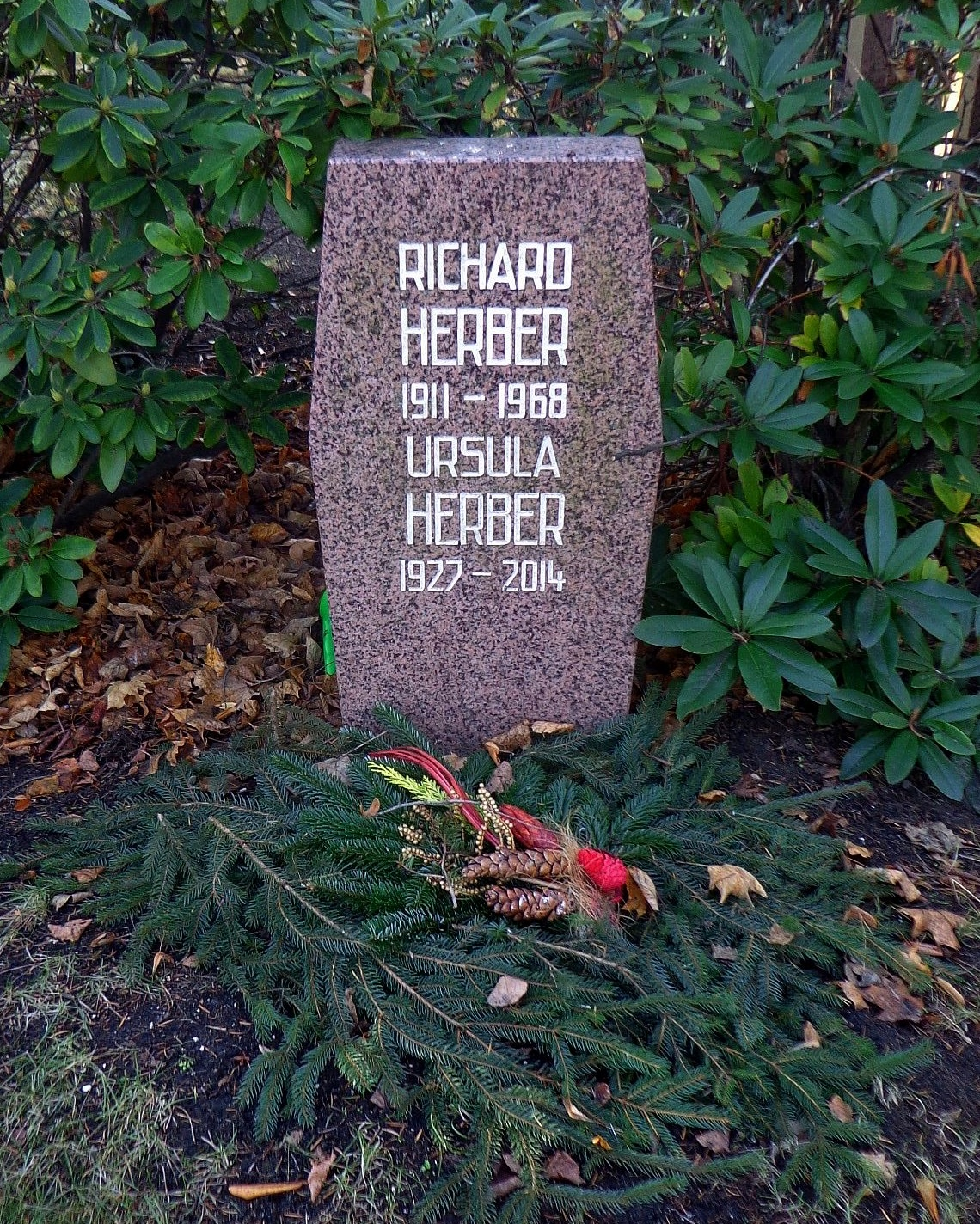
Grabstätte

Ab 1949 hatte er leitende Funktionen im Apparat des ZK der SED inne: 1950/1951 war er Mitglied der zentralen Sonderkommission zur Überprüfung der Mitglieder und Kandidaten der SED, von Mai 1949 bis 1952 Hauptreferent bzw. Sektorenleiter (Parteischulen), ab Januar 1953 als Leiter des Kadersektors stellvertretender Leiter der ZK-Abteilung Propaganda. Von August 1953 bis zu seinem Tode im Juni 1968 war er persönlicher Mitarbeiter Walter Ulbrichts. Von 1958 bis 1968 fungierte er zudem als Erster Sekretär der Parteiorganisation des ZK der SED und war Leiter des Büros von Walter Ulbricht. 1963 promovierte er an der Deutschen Akademie für Staats- und Rechtswissenschaft in Potsdam-Babelsberg zum Dr. rer. pol. Von 1963 bis 1967 war er Kandidat und ab 1967 bis zu seinem Tode Mitglied des ZK der SED.
Seine Urne wurde in der Grabanlage Pergolenweg des Berliner Zentralfriedhofs Friedrichsfelde beigesetzt.

## Auszeichnungen
- Banner der Arbeit (1961)
- Vaterländischer Verdienstorden in Silber (1964)

## Schriften
- (zusammen mit Herbert Jung): Kaderarbeit im System sozialistischer Führungstätigkeit. Dietz, Berlin 1968 (2. Auflage).

### Artikel (Auswahl)
- Eine neue Zeitschrift der SPD mit alten „Theorien“. In: Einheit, 9. Jg. (1954), S. 1158–1166.
- Friedliche Koexistenz und Wiedervereinigung Deutschlands in Frieden und Freiheit. In: Neuer Weg (1955) Nr. 18, S. 1139–1142.
- (zusammen mit Hannes Hornig, Fritz Müller): Für eine höhere Qualität der Parteiarbeit. In: Einheit, 16. Jg. (1961), S. 572–587.
- Zur Leitung der Parteiarbeit nach dem Produktionsprinzip. In: Einheit, 18. Jg. (1963), S. 3–16.
- (zusammen mit Jörg Vorholzer): Zur Dialektik des Kampfes der SED. In: Einheit, 19. Jg. (1964), S. 99–109.
- Die wachsende Führungsrolle unserer Partei. Die dialektischen Beziehungen zwischen der Entfaltung der Produktionskräfte und der wissenschaftlichen Leitung. In: Einheit, 20. Jg. (1965), S. 3–11.
- Wesen und Entwicklung der wissenschaftlich fundierten Leitungstätigkeit der SED. In: Einheit, 21. Jg. (1966), S. 291–301.